# 雷蒙德 (愛荷華州)
雷蒙德（英語：Raymond）是一個位於美國愛荷華州布萊克霍克縣的城市。

## 地理
雷蒙德的座標為42°28′06″N 92°13′16″W / 42.46833°N 92.22111°W，而該地的平均海拔高度為277米（即909英尺）。

## 人口
根據2010年美國人口普查的數據，雷蒙德的面積為4.22平方千米，均為陸地。當地共有人口788人，而人口密度為每平方千米186人。